# Scytodes panguana
Scytodes panguana là một loài nhện trong họ Scytodidae.
Loài này thuộc chi Scytodes. Scytodes panguana được miêu tả năm 1999 bởi Antonio D. Brescovit & Höfer.